# Vera Rossakoff
Die Gräfin Vera Rossakoff ist eine literarische Figur von Agatha Christie.
Sie ist die ewige Widersacherin des belgischen Detektivs Hercule Poirot und seines Helfers Arthur Hastings. Hercule Poirot verliebt sich in die einstige Juwelendiebin und spätere Doppelagentin, die sich im Laufe seiner Fälle auf die Seite von Poirots größten Feinden stellt, obwohl sie selbst Sympathie für den Detektiv empfindet.
Sie spielt in einem Roman – Die großen Vier (1927) – und zwei Kurzgeschichten – Ein Indiz zuviel (1923) und Die Gefangennahme des Zerberus (1947) – um Poirot eine Haupt- bzw. wichtige Nebenrolle.
In Die Gefangennahme des Zerberus weist die von Poirot geschätzte Miss Lemon zu ihrem eigenen Erstaunen darauf hin, dass Poirot wohl Vera Rossakoff rote Rosen geschickt habe. Für einen Mann seines Alters sei dies wohl ungebührlich. Aber in diesem Punkt lässt Christie ihre Figur Miss Lemon absichtlich irren, da Poirot wie seine verwandten Figuren Arthur Conan Doyles Holmes oder Ernest Bramahs Max Carrados weit von romantischen Gefühlen entfernt ist und Rossakoff mehr in Faszination zugetan ist. Was für Sherlock Holmes Irene Adler ist, scheint Rossakoff für Poirot zu sein.
In zwei weiteren Romanen wird sie erwähnt:
Die Erinnerung von Poirot an die Gräfin in Das Geheimnis der Schnallenschuhe wurde in die deutsche Übersetzung nicht übernommen, man findet sie nur im Original:

„They were chic, these little London girls. They wore their tawdry clothes with an air.
Their figures, however, he considered, lamentably deficient. Where were the rich curves, the voluptuous lines that had formerly delighted the eye of an admirer?
He, Hercule Poirot, remembered women... One woman, in particular - what a sumptuous creature - a Bird of Paradise - a Venus...
What woman was there among these pretty chits nowadays, who could hold a candle to Countess Vera Rossakoff? A genuine Russian aristocrat, an aristocrat to her fingertips! And also, he remembered, a most accomplished thief One of those natural geniuses...
With a sigh, Poirot wrenched his thoughts away from the flamboyant creature of his dreams.“

In Die Kleptomanin schreibt Agatha Christie:

„Dann dachte er (Poirot) einen Augenblick an die Gräfin Vera Rossakoff. Wie charmant, wie exotisch sie selbst im Alter geblieben war! Diese Mädchen von heute … Wahrscheinlich empfinde ich das nur, weil ich alt werde, sagte er sich. Selbst dieses brave, langweilige Mädchen mag in den Augen eines anderen Mannes eine Venus sein. Aber er bezweifelte es“

Während Hastings sie zutiefst verabscheut, wird sie von Poirot ebenso bewundert und er kann sie trotz ihrer kriminellen Machenschaften immer vor dem Gefängnis bewahren.
Nachdem sie sich 20 Jahre nicht mehr begegnet sind, stößt Poirot im Zusammenhang mit einem Nachtclub, der in illegale Drogengeschäfte verwickelt ist, wieder auf sie, da sie die Besitzerin des verdächtigen Lokals ist. Sie hat auch einen Sohn, der für tot gehalten wird, aber später von Poirot ausfindig gemacht wird. Dieser Sohn verlobt sich mit einer Drogenhändlerin.
Ob sie wirklich als russische Aristokratin die Oktoberrevolution miterlebt hat und ob sie wirklich die ist, für die sie sich ausgibt, bleibt unklar, da dies immer wieder von verschiedenen Personen angezweifelt wird. Poirot ist bezüglich ihrer Person – entgegen seinem sonstigen Verhalten – ausgesprochen naiv und scheint ihr all ihre Geschichten zu glauben bzw. glauben zu wollen.
In der Fernsehserie Agatha Christie’s Poirot taucht ihre Figur zweimal auf: 1991 in der Verfilmung der Kurzgeschichte The Double Clue nach Ein Indiz zuviel aus Poirots erste Fälle, dargestellt durch Kika Markham, und 2013 in der Verfilmung der Kurzgeschichte Die Gefangennahme des Zerberus (The Capture of Cerberus) aus Die Arbeiten des Herkules (The Labours of Hercules), dargestellt von Orla Brady.
In der Verfilmung Mord im Orient-Express (2001) wird die Rolle der Vera Rossakoff von der Schauspielerin Tasha de Vasconcelos dargestellt, obwohl sie im gleichnamigen Roman nicht erscheint.